# 安頡
安頡（？—431年），北魏军事人物，遼東郡人，安同的儿子。
魏明元帝初年，担任内侍長，掌管官僚考查任用。他糾弹官僚不正之行为，甚至告发父亲的恶行，被明元帝视为忠臣而重用。
428年（神䴥元年），宜城王奚斤自長安追击赫连昌至安定，安頡在奚斤手下担任監軍侍御史。奚斤的軍馬因为疫病多有死亡，兵士粮食匮乏，于是坚守阵地，转入防御。太僕丘堆等人向民間調配粮食时，遭到赫连昌军的袭击，大败。奚斤采取消極战术，赫連昌攻势不断，魏軍陷入苦战。安頡表示要出击，奚斤面露難色，于是他暗中与尉眷挑选精锐骑兵。当赫连昌进攻时，安頡出击，赫连昌撤退，被安頡所擒。赫连昌被送到平城，魏太武帝大喜，任命他为建節将軍，封爵西平公，統率諸軍。奚斤急于求成，在平凉追击赫连昌的弟弟赫连定，大败被俘。丘堆听说奚斤兵败，丢掉武具逃往蒲坂，于是太武帝下令安頡，处决丘堆。当赫連定试图攻打长安时，安頡在蒲坂将他拦阻。
430年（神䴥三年）七月，南朝宋将领到彦之攻入河南，支援赫连定。太武帝军中兵少，便召集河南三镇的士兵，发往黄河以北。到彦之至黄河南岸，军至潼关。太武帝亲自西进对付赫連定，任命安頡为冠军将军抵挡到彦之。到彦之将部将姚聳夫渡黄河攻打冶坂，安颜率魏军攻击获胜，斩宋军三千余人。十月，安頡渡黄河攻洛阳，攻克洛阳，俘宋将二十余人，斩宋兵五千余人。进攻攻陷虎牢，宋司州刺史尹沖坠城身亡。431年（神䴥四年）二月，安頡与琅琊王司馬楚之攻克滑台，俘宋将朱修之、李元德、东郡刺史申謨以及刘宋兵卒等一万余人被俘 。
他凯旋回到平城，同年去世。追贈征南大将軍、儀同三司，進爵为王，谥号襄。